# Église Saint-André de Lucmau
Pour les articles homonymes, voir Église Saint-André.
L'église Saint-André est une église catholique située dans la commune de Lucmau, dans le département de la Gironde, en France.

## Localisation
L'église se trouve au cœur du village, en face de la mairie.

## Historique
L'édifice, dont la construction remonte au XIIe siècle et dont le style est de type landais, comporte une nef du XVIe siècle et des bas-côtés remaniés entre le XVIe et le XVIIIe siècle lambrissés ainsi qu'un clocher à pignon à arcade du XVIe siècle ; il est inscrit en totalité au titre des monuments historiques par arrêté du 24 décembre 1925.

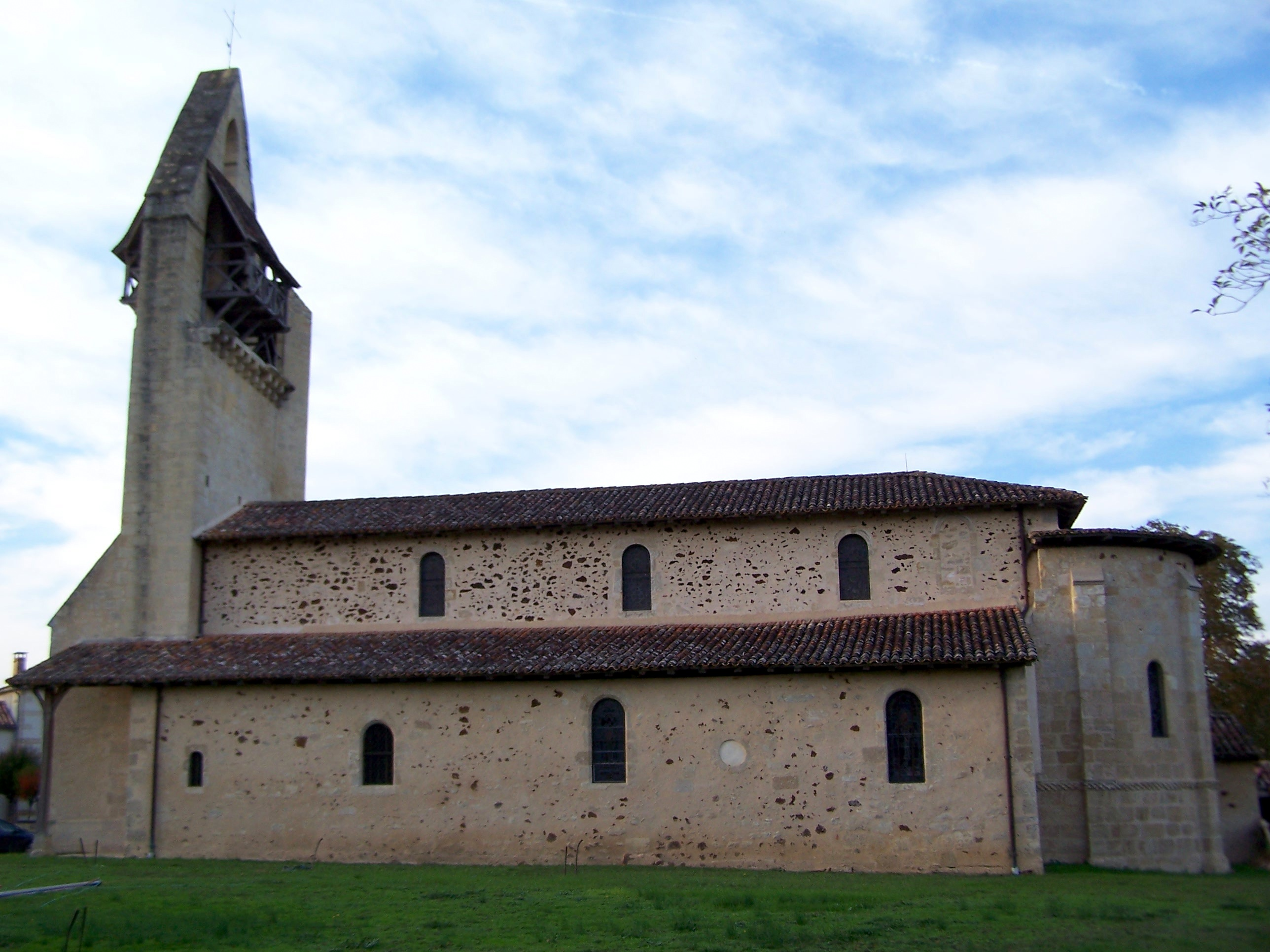
Vue sud (oct. 2012)
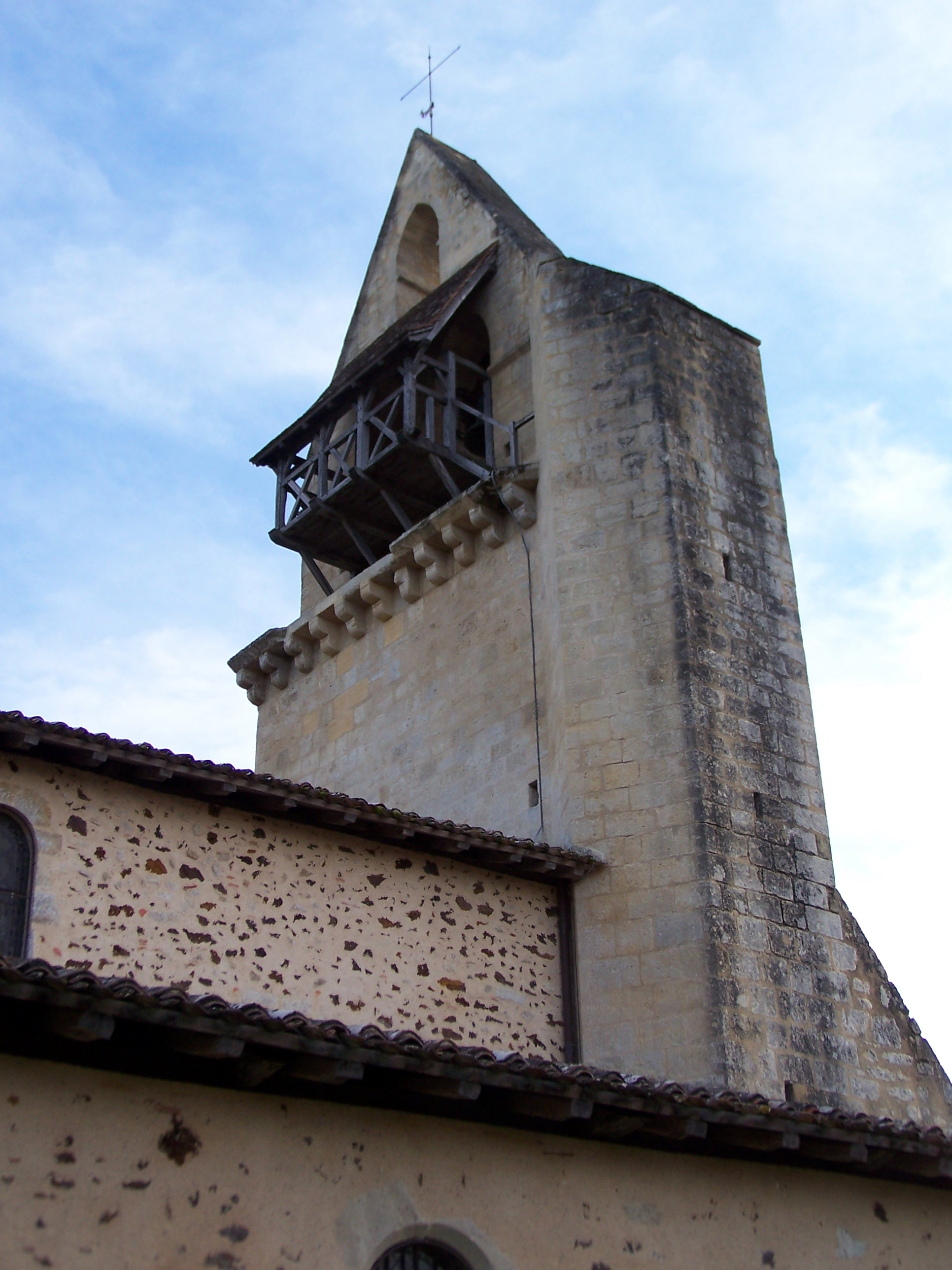
Clocher-mur (oct. 2012)
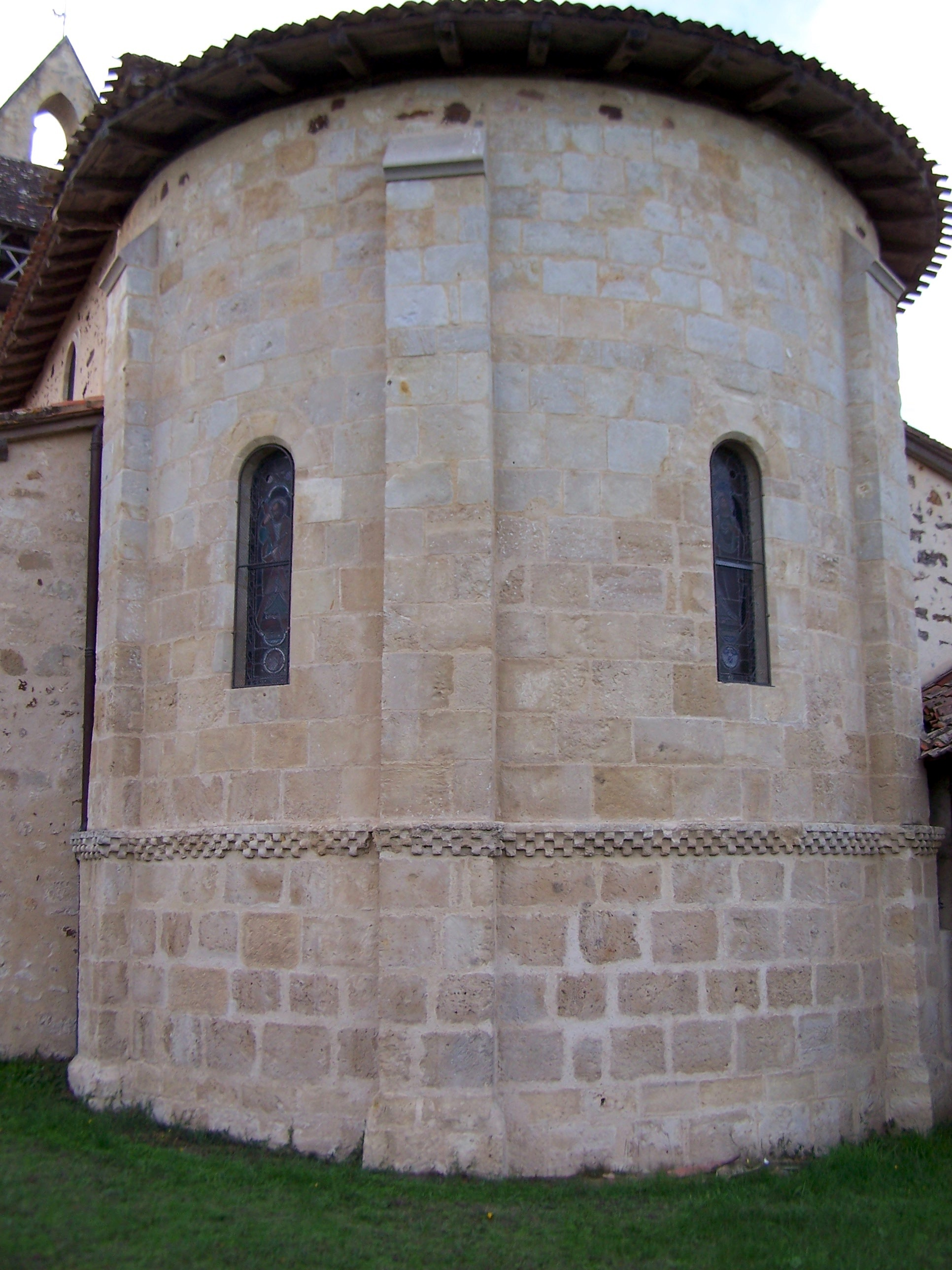
Le chevet (oct. 2012)
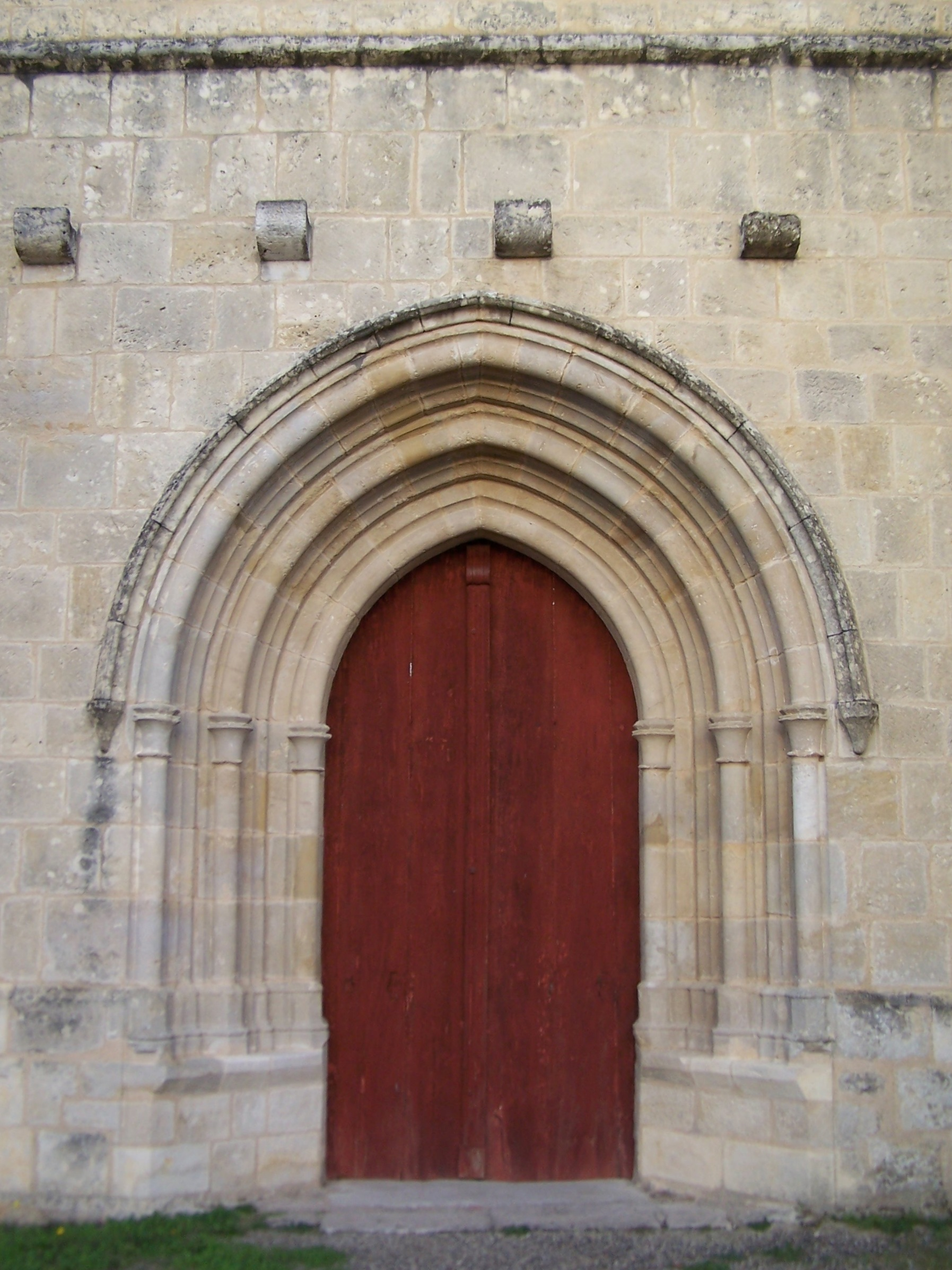
Le portail (oct. 2012)